# Fallen Embers
Fallen Embers es el cuarto álbum de estudio del DJ, productor musical y músico estadounidense Illenium, lanzado el 15 de julio de 2021 a través de Warner Records.

## Lista de canciones
| N.º | Título                                             | Productor (es) | Duración |  |
| 1.  | «Blame Myself» (con Tori Kelly)                    | Miller         | 3:50     |  |
| 2.  | «Heavenly Side» (con Matt Maeson)                  | Miller         | 3:59     |  |
| 3.  | «Fragments» (con Natalie Taylor)                   | Miller         | 3:29     |  |
| 4.  | «Sideways» (con Valerie Broussard & NURKO)         | Leech          | 4:11     |  |
| 5.  | «First Time» (con Iann Dior)                       | Aiello         | 2:45     |  |
| 6.  | «U & Me» (con Sasha Alex Sloan)                    | Miller         | 3:33     |  |
| 7.  | «Nightlight» (con Annika Wells)                    | Miller         | 3:42     |  |
| 8.  | «Hearts on Fire» (con Dabin & Lights)              | Lee            | 3:56     |  |
| 9.  | «Lay It Down» (con SLANDER & Krewella)             | Andersen       | 4:24     |  |
| 10. | «Losing Patience» (con Nothing,Nowhere)            | Miller         | 3:50     |  |
| 11. | «In My Mind» (con Excision & Haliene)              | Miller         | 5:00     |  |
| 12. | «Paper Thin» (con Tom DeLonge & Angels & Airwaves) | Colin Dieden   | 3:17     |  |
| 13. | «Crazy Times» (con Said the Sky & Rock Mafia)      | Armato         | 3:50     |  |
| 14. | «Brave Soul» (con Emma Grace)                      | Christensen    | 4:37     |  |

## Posicionamiento en lista
| Lista (2021)                             | Posición |
| ---------------------------------------- | -------- |
| Australia (ARIA)                         | 99       |
| Canadá (Billboard Canadian Albums)       | 49       |
| Estados Unidos (Billboard 200)           | 49       |
| Estados Unidos (Dance/Electronic Albums) | 1        |